# Rose Hawthorne Lathrop
Rose Hawthorne Lathrop, in religione madre Maria Alfonsa (Lenox, 20 maggio 1851 – Hawthorne, 9 luglio 1926), è stata una religiosa statunitense, fondatrice delle suore domenicane di Santa Rosa da Lima.

## Biografia

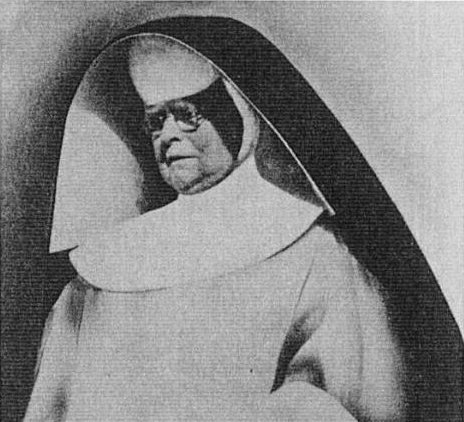
Rose Hawthorne Lathrop in abito religioso

Figlia minore dello scrittore Nathaniel Hawthorne, fu educata religiosamente nella fede unitariana.
Nel 1871 sposò George Parsons Lathrop, anch'egli scrittore. Il loro unico figlio morì all'età di cinque anni. Si covertirono entrambi al cattolicesimo nel 1891; nel 1894 lavorarono insieme alla preparazione di libro sulla storia della Visitazione in America (A Story of Courage).
Assieme ad Alice Huber, attorno al 1896 Rose Hawthorne iniziò a dedicarsi all'assistenza ai malati di cancro e nel 1898, alla morte del marito, pensò di fondare una congregazione religiosa per il soccorso agli incurabili.
Entrò nel terz'ordine domenicano il 14 settembre 1899 e l'8 dicembre 1900, con Alice Huber, emise la sua professione dei voti dando inizio alla congregazione delle suore domenicane di Santa Rosa da Lima.
Morì nel 1926.
Il 14 marzo 2024 è stata proclamata venerabile da papa Francesco.